# Courtney Kennedy
Courtney Kennedy, född den 29 mars 1979 i Woburn, Massachusetts i USA, är en amerikansk ishockeyspelare.
Hon tog OS-brons i damernas ishockeyturnering i samband med de olympiska ishockeytävlingarna 2006 i Turin.